# Ceratoxanthis
Ceratoxanthis is een geslacht van vlinders van de familie bladrollers (Tortricidae).

## Soorten
- C. adriatica Elsner & Jaros, 2003
- C. argenteomixtana (Staudinger, 1871)
- C. argentomixtana (Staudinger, 1870)
- C. externana (Eversmann, 1844)
- C. iberica Baixeras, 1992
- C. rakosyella Wieser & Huemer, 2000